# جایی برای رفتن نیست
جایی برای رفتن نیست (آلمانی: Die Unberührbare) یک فیلم در ژانر درام به کارگردانی اسکار روهلر و محصول کشور آلمان است که در سال ۲۰۰۰ منتشر شد.

## بازیگران
- هانه‌لوره السنر
- وادیم گلونا
- یاسمین طباطبایی
- لارس رودولف
- میشائیل گویسدک
- چارلز رینر
- مارتین وتکه
- کلاودیا گایزلر-بادینگ